# Lancia Ionos
La Lancia Ionos è una concept car realizzata dalla casa automobilistica italiana Lancia nel 1997.

## Sviluppo
La realizzazione della vettura venne richiesta dalla Lancia al designer svizzero Franco Sbarro come reinterpretazione moderna della Lancia Stratos. Il progetto venne infine realizzato presso la scuola di design Espera.

## Tecnica
Come unità propulsiva vennero impiegati due motori cinque cilindri 2.4 Lancia uniti tra di loro per formare un unico V10 dalla potenza di 400 cv. Tale propulsore era gestito da un cambio manuale a quattro marce di origine Porsche. L'impianto frenante era rappresentato da freni a disco omologati per le vetture del campionato DTM. La carrozzeria era realizzata in materiale composito e ricopriva un telaio del tipo dual-frame. Ai suoi lati erano presenti due prese d'aria per il raffreddamento delle componenti meccaniche della Ionos. L'impianto di scarico prevedeva due terminali sportivi.